# Cuộn gập protein

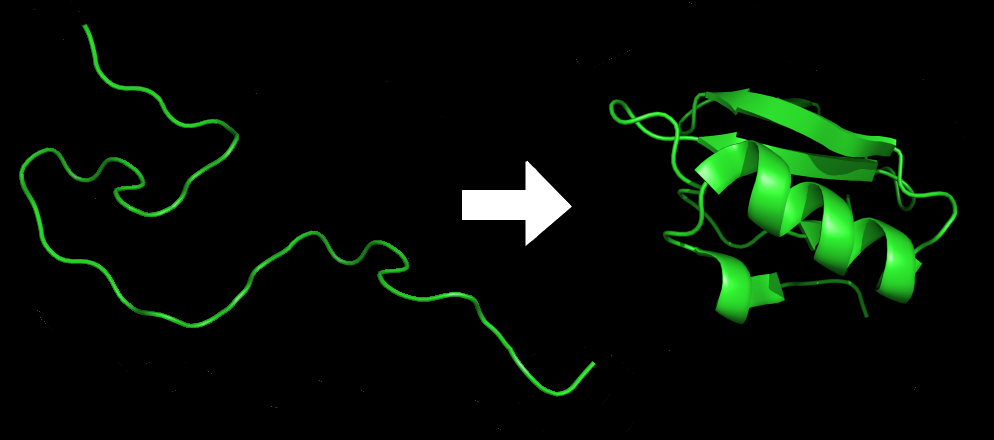
Protein trước và sau quá trình cuộn gập

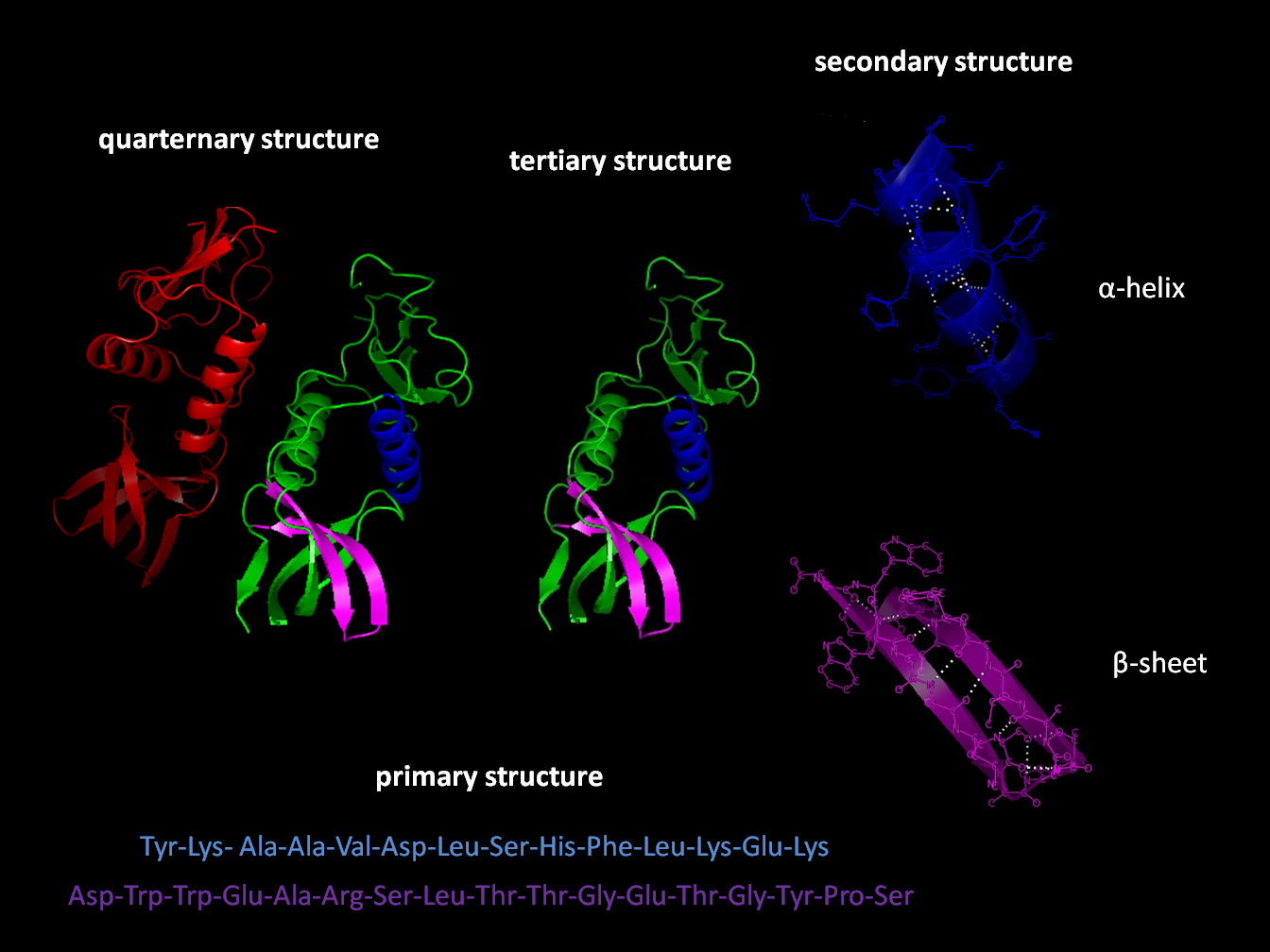
Kết quả của quá trình cuộn gập protein

Cuộn gập protein là một quá trình vật lý mà qua đó một chuỗi protein có được cấu trúc không gian 3 chiều tự nhiên của nó, một cấu trúc thường mang chức năng sinh học. Đây là quá trình vật lý mà qua đó một chuỗi polypeptide được gấp thành cấu trúc ba chiều đặc trưng và mang chức năng từ một chuỗi trình tự ngẫu nhiên. Mỗi protein đều tồn tại dưới dạng một chuỗi polypeptide chưa cuộn gập hay là chuỗi ngẫu nhiên khi mới được dịch mã từ mRNA thành chuỗi các amino acid tuyến tính. Polypeptide này không có bất kỳ cấu trúc ba chiều ổn định (bền vững) nào (phía bên tay trái của hình đầu tiên). Khi chuỗi polypeptide đang được tổng hợp bởi ribosome, chuỗi tuyến tính này cũng bắt đầu cuộn gấp thành cấu trúc ba chiều của nó. Quá trình cuộn gấp có thể bắt đầu xảy ra ngay cả khi đang dịch mã. Các amino acid sẽ tương tác với nhau để tạo ra cấu trúc ba chiều xác định, protein đã cuộn gấp (phía bên tay phải của hình), được gọi là trạng thái tự nhiên (native state). Cấu trúc ba chiều này được xác định bởi trình tự amino acid hay còn gọi là cấu trúc bậc một (theo nguyên lý Anfinsen). Bối cảnh năng lượng (energy landscape) sẽ mô tả các con đường cuộn gấp mà từ protein chưa cuộn gập có thể "phỏng đoán" trạng thái tự nhiên của nó.
Cấu trúc ba chiều chính xác là tối quan trọng để protein có thể hoạt động, mặc dù một số phần của các protein có chức năng có thể không được cuộn gập, vậy nên động lực học protein là quan trọng. Việc không cuộn gập thành cấu trúc tự nhiên thường tạo ra các protein không có chức năng, nhưng trong một số trường hợp, các protein bị cuộn gập sai có chức năng bị thay đổi hoặc lại có hại. Một số bệnh thoái hóa thần kinh và các bệnh khác được cho là kết quả của sự tích tụ các sợi amyloid hình thành bởi các protein bị cuộn gập sai, Alzheimer là một ví dụ. Nhiều dị ứng gây ra do cuộn gấp một số protein không chính xác, bởi vì hệ miễn dịch không tạo ra kháng thể đối với một số cấu trúc protein nhất định.
Sự biến tính của protein là một quá trình chuyển đổi từ trạng thái cuộn gập của protein sang trạng thái mở hay chưa cuộn gập.